# Distretto di Youb
Il distretto di Youb è un distretto della provincia di Saida, in Algeria.

## Comuni
Il distretto di Youb comprende 2 comuni:
- Youb
- Doui Thabet